# Łysica (gromada)
Łysica (pod koniec 1958 – Krynica Morska) – dawna gromada, czyli najmniejsza jednostka podziału terytorialnego Polskiej Rzeczypospolitej Ludowej w latach 1954–1972.
Gromady, z gromadzkimi radami narodowymi (GRN) jako organami władzy najniższego stopnia na wsi, funkcjonowały od reformy reorganizującej administrację wiejską przeprowadzonej jesienią 1954 do momentu ich zniesienia z dniem 1 stycznia 1973, tym samym wypierając organizację gminną w latach 1954–1972.
Gromadę Łysica z siedzibą GRN w Łysicy (obecnie stanowi ona centralną część miasta Krynica Morska) utworzono – jako jedną z 8759 gromad na obszarze Polski – w powiecie elbląskim w woj. gdańskim na mocy uchwały nr 15/III/54 WRN w Gdańsku z dnia 5 października 1954. W skład jednostki wszedł obszar dotychczasowej gromady Łysica ze zniesionej gminy Tolkmicko w tymże powiecie. Dla gromady ustalono 9 członków gromadzkiej rady narodowej.
19 grudnia 1958 nazwę Łysicy (i – co za tym idzie – gromady Łysica) zmieniono na Krynica Morska.
1 stycznia 1959 gromadę Krynica Morska zniesiono w związku z nadaniem jej statusu osiedla.
1 stycznia 1973, w następstwie kolejnej reformy gminnej znoszącej gromady i osiedla, Krynica Morska utraciła status osiedla, stając się wsią w reaktywowanej gminie Sztutowo w powiecie nowodworsko-gdańskim w woj. gdańskim. Do funkcji administracyjnych Krynica Morska powróciła dopiero po ponad 18 latach, kiedy to 2 kwietnia 1991 z gminy Sztutowo wyłączono wsie Krynica Morska, Nowa Karczma i Przebrno, tworząc z nich miasto Krynica Morska (obecnie jest to gmina miejska w powiecie nowodworskim w woj. pomorskim).